# Liste der Monuments historiques in Évaux-et-Ménil
Die Liste der Monuments historiques in Évaux-et-Ménil führt die Monuments historiques in der französischen Gemeinde Évaux-et-Ménil auf.

## Liste der Immobilien
| Bezeichnung | Beschreibung           | Standort                      | Kennzeichnung | Schutzstatus | Datum | Bild           |
| ----------- | ---------------------- | ----------------------------- | ------------- | ------------ | ----- | -------------- |
| Wegekreuz   | Stein, 16. Jahrhundert | Évaux, rue de l’Église (Lage) | PA00107166    | Classé       | 1907  | weitere Bilder |